# Chiến tranh Nga – Thổ Nhĩ Kỳ (1806–1812)
Chiến tranh Nga-Thổ Nhĩ Kỳ (1806–1812) là một trong những cuộc chiến tranh xảy ra giữa Đế quốc Nga và Đế quốc Thổ Osman. Nó diễn ra từ năm 1806 đến năm 1812 và kết thúc với thắng lợi toàn diện của Nga. Thất bại trong cuộc chiến tranh này buộc đế quốc Thổ Osman phải ký hòa ước Bucharest, cắt miền Bessarabia và một phần lãnh thổ Ngoại Kavkaz cho Nga.

## Bối cảnh
Chiến tranh bùng nổ vào năm 1806 và có liên quan đến cuộc xung đột giữa các quốc gia trong chiến tranh Napoléon. Năm đó, vua Thổ Selim III được khích lệ bởi thảm họa mà Nga gặp phải trong trận Austerlitz và được Napoléon I xúi giục, đã truất phế hai Hospodar có tư tưởng thân Nga của Românească và Moldova là Konstantinos Ypsilantis và Alexandros Mourouzis. Đồng thời, nước Pháp của Napoléon đánh chiếm Dalmatia và đe dọa chiếm luôn cả các miền đất thuộc lưu vực sông Danube. Nhằm bảo vệ khu vực biên cương của Nga trước một cuộc tấn công của Napoléon, một đạo quân Nga 4 vạn người được điều vào Moldovia và Românească. Người Thổ phản ứng lại bằng việc khóa eo biển Dardanellia không cho tàu Nga ra vào và tuyên chiến với nước Nga.

## Những trận đánh đầu tiên
Ban đầu, Nga hoàng Aleksandr I không có chủ trương tung một lực lượng đáng kể vào khu vực Danube vì mối quan hệ Nga-Pháp vẫn còn căng thẳng và Nga phải để phần lớn binh lực ở Phổ nhằm đối phó với Napoléon. Tuy nhiên, quân Nga với số lượng ít hơn vẫn chặn đứng được các đợt tấn công của người Thổ: cuộc công kích ngày 2 tháng 6 năm 1807 vào kinh đô Bucharest của Românească đã bị 4.500 quân Nga do Mikhail Andreyevich Miloradovich chỉ huy chặn đứng. Ở Armenia, 7 nghìn quân Nga dưới sự chỉ huy của Ivan Vasilyevich Gudovich đã đập tan cuộc tấn công của 2 vạn quân Thổ trong trận Arpachai vào ngày 18 tháng 6.
Cùng lúc đó, Hải quân Đế quốc Nga do Đô đốc Dmitry Nikolayevich Senyavin chỉ huy đã khóa chặt eo biển Dardanellia, gây ra tình trạng mất an ninh lương thực nghiêm trọng ở kinh đô Constantinopolis. Sau khi vua Selim III bị lực lượng Cấm vệ quân truất phế, vua Thổ mới lên ngôi là Mustafa IV đã ra lệnh cho hải quân Thổ mở một đợt tấn công nhằm phá vỡ thế phong tỏa; tuy nhiên đợt tấn công này đã Senyavin đập tan trong Trận Dardanellia (1807). Một tháng sau đó, Senyavin lại "tặng" cho quân Thổ một thất bại thê thảm khác trong Trận Athos. Đến đây thì sức chiến đấu của hải quân Thổ đã tiêu ma hết, mặc cho hải quân Nga làm mưa làm gió trong suốt cuộc chiến tranh.

## Chiến sự trong các năm 1808–1810
Sau khi ký Hòa ước Tilsit, dưới áp lực của Napoléon, nước Nga buộc phải ký một hiệp định tạm đình chiến với nhà nước Thổ Osman. Tuy nhiên Nga hoàng Aleksandr I, lợi dụng khoảng thời gian đình chiến và hòa bình có được với Napoléon đã chuyển một phần đáng kể quân đội ở Phổ xuống Bessarabia. Sau khi quân số Nga tại mặt trận Nga-Thổ đạt đến con số 8 vạn người, nước Nga tiếp tục cuộc chiến tranh còn dang dở. Năm 1808, quân đội Nga dưới sự chỉ huy của vị Nguyên soái 76 tuổi Aleksandr Aleksandrovich Prozorovsky mở các cuộc tấn công vào quân Thổ tại khu vực sông Danube nhưng không đạt được kết quả gì đáng kể. Sang năm sau (1809) A. A. Prozorovsky qua đời và Pyotr Ivanovich Bagration thay thế vị trí của Prozorovsky vào tháng 9 cùng năm. Bagration xua quân vượt sông Danube và nhanh chóng chiếm lĩnh vùng Dobruja, sau đó hành tiến tới thành phố Silistria. Tuy nhiên trong khi quân Nga đang bao vây Silistria thì Bagration nghe tin 5 vạn viện binh Thổ đang tiến tới thành phố, thế là ông quyết định bỏ dở cuộc bao vây và lui về Bessarabia.
Chiến tranh bước vào một giai đoạn mới khi hai anh em N. M. Kamensky và S. M. Kamensky thay thế Bagration chỉ huy quân đội Nga. Ngày 22 tháng 5 năm 1810, quân Nga dưới sự chỉ huy của Kamensky đã đánh tan viện binh Thổ đang hành tiến tới Silistria và đuổi quân Thổ ra khỏi Hacıoğlu Pazarcık. Trước tình thế tuyệt vọng, quân Thổ ở Silistria đành phải đầu hàng vào ngày 30 tháng 5. Mười ngày sau (9 tháng 6), Kamensky bắt đầu công kích pháo đài Shumla, tuy nhiên không thành công và chịu thiệt hại lớn. Ngày 22 tháng 7, quân Nga tấn công Rousse và quân Thổ đồn trú ở đây cũng chống trả rất ác liệt. Tuy nhiên ngày 26 tháng 8 Kamensky đã bất ngờ tập kích và đập tan một đạo quân lớn của Thổ ở Batyn, chiến thắng này khiến cho quân Thổ ở Rousse phải đầu hàng vào ngày 3 tháng 9. Đến ngày 26 tháng 10, Kamensky lại đánh tan 4 vạn quân Thổ dưới sự chỉ huy của Osman Pasha tại Vidin, loại khỏi vòng chiến 1 vạn quân địch với tổn thất chỉ có 1.500 người.
Tuy nhiên N. M. Kamensky bất ngờ lâm trọng bệnh vào ngày 4 tháng 2 năm 1811 và qua đời 4 tháng sau đó. Quyền chỉ huy tạm thời thuộc về tướng Louis Alexandre Andrault de Langeron. Tới thời điểm này, mặc dù quân Nga đã nhiều lần liên tiếp đánh bại quân Thổ, tuy nhiên người Nga vẫn chưa giành được chiến thắng quyết định nào để buộc Thổ phải cầu hòa. Thêm vào đó, vào năm 1811 mối quan hệ Nga-Pháp đã hết sức căng thẳng và chiến tranh gần như là không tránh khỏi. Hòa bình với Thổ là điều vô cùng cần thiết. Trong tình hình nguy ngập đó, Nga hoàng Aleksandr I đã nghĩ đến Mikhail Illarionovich Kutuzov, vị tướng già đang bị Hoàng đế thất sủng.
| “           | Aleksandr có thể không thích Kutuzov, nhưng lại cần trí thông minh và tài năng của Kutuzov và cần uy tín của ông trong quân đội, nơi ông được coi là người thừa kế trực tiếp của Suvorov. | ” |
| — E. Tarle, | |   |